# متعد إلى مفعول
الفعل المتعدي إلى مفعول به واحد ويقال له من باب الاكتفاء الفعل المتعدي، هو الفعل الذي يقع على مفعول به واحد فقط، نحو كتب وأخذ وغفر وأكرم وعظم. نقل الفعل من اللزوم إلى التعدي يكون بزيادة همزة إلى أوله يقال لها همزة نقل.مفيش وقت الانهيار ذاكر وانت بتعيط